# Маркович, Милена
Милена Маркович (серб. Милена Марковић; род. 9 апреля 1974, Земун, в настоящее время в черте Белграда) — сербская писательница, поэтесса, драматург и сценаристка.

## Биография и творчество
Закончила театральный факультет Университета художеств в Белграде (1998). Её дипломная пьеса Павильоны имела большой успех в стране и за рубежом. Также выступает как поэт и сценарист, по её сценариям поставлены несколько известных фильмов — Завтра утром (2006, режиссёр Олег Новкович, фильм получил Гран-при и премию ФИПРЕССИ на Фестивале молодого кино Восточной Европы в Котбусе, отмечен специальным упоминанием на МКФ в Карловых Варах), Белый-белый свет (2010, номинация на Золотого леопарда МКФ в Локарно), сотрудничество писательницы с кинорежиссёром продолжается.
Стихи и пьесы Милены Маркович переведены на французский, немецкий, словенский, польский, чешский языки.

## Произведения

### Пьесы
- Drame. Irig: Srpska čitaonica, 2006
- Drame. Beograd: LOM, 2012

### Стихи
- Pesme. Beograd: LOM, 2012

## Признание
Премия Милоша Црнянского (2007).